# Route nationale 2 (Gabon)
 (août 2019).
Si vous disposez d'ouvrages ou d'articles de référence ou si vous connaissez des sites web de qualité traitant du thème abordé ici, merci de compléter l'article en donnant les références utiles à sa vérifiabilité et en les liant à la section « Notes et références ».
Pour les articles homonymes, voir Route nationale 2.
La route nationale 2 est l'un des axes principaux du Gabon. Elle relie Bifoun dans le Moyen-Ogooué à Eboro dans le Woleu-Ntem, à la frontière camerounaise.

## Tracé
Elle débute à Bifoun à l'embranchement avec la Nationale 1 et poursuit sa route dans le Moyen-Ogooué, passant par Ndjolé. Elle suite longe le fleuve Ogooué puis se dirige vers le nord au niveau de Viate où elle a un embranchement avec la Nationale 4. Son tracé continue ensuite dans le Woleu-Ntem où elle passe par Mitzic, Oyem et Bitam. Elle rejoint ensuite la frontière camerounaise au niveau d'Eboro où se trouve le pont sur le Ntem reliant les deux pays.